# Essure
Essure est un dispositif médical implantable de contraception définitive pour les femmes, développé par la société française Conceptus et commercialisé en France entre 2002 et 2013, puis par la firme Bayer, jusqu'en août 2017 (date de la suspension du marquage CE). Il s'agit d'une méthode de stérilisation tubaire définitive posée par voie hystéroscopique.
Le 3 août 2017, la suspension du marquage CE entraîne la perte de l'Autorisation de mise sur le marché et la pose de l'implant immédiatement.
Bayer décide de cesser de le commercialiser le 17 septembre 2017 en France et en Europe. Depuis fin 2018, ce dispositif médical de contraception définitive n'est plus posé et commercialisé dans aucun pays.
En France, à la suite de nombreux signalements d'effets indésirables, un Comité de suivi est créé par le Ministère de la Santé et des Solidarités.
Une première association de patientes voit le jour en juin 2016, l'association R.E.S.I.S.T. (agréée par le Ministère de la Santé et des Solidarités). 
Deux autres associations se sont formées pour défendre les femmes implantées VDMi et Alerte contraception. 
À la suite de nombreux effets indésirables, en particulier des conséquences de long terme sur la santé des patientes, des procédures contentieuses ont été engagés au Canada, aboutissant à des dédommagements importants.  

## Description

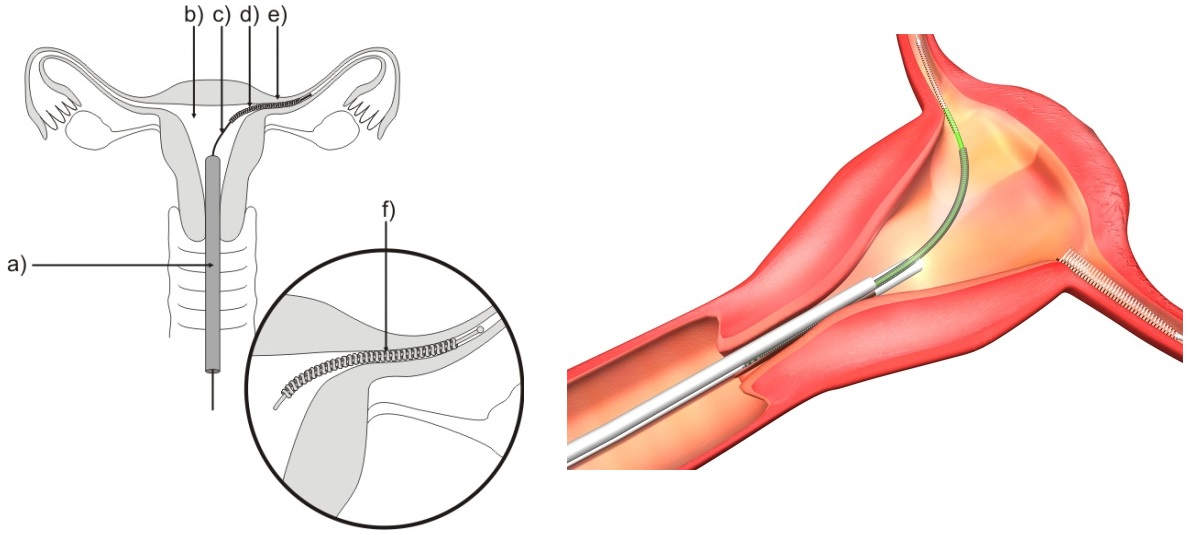
Placement par voie endo-vaginale des micro-implants (spirales) dans les trompes de Fallope.

Deux micro-implants en fibres de polytéréphtalate d'éthylène (PET), de nickel-titane-Chrome et d’acier inoxydable, sont placés dans les trompes de Fallope par les voies naturelles (vagin, col de l’utérus et utérus). Une fois en place, ces micro-implants engendrent une réaction inflammatoire de l’organisme : un tissu cicatriciel va se former autour des micro-implants et obstruer les trompes pour aboutir à une occlusion complète de celles-ci au bout de trois mois ; la barrière ainsi formée empêche les spermatozoïdes d’atteindre et de féconder un ovule.
L'implantation pouvait se faire avec ou sans anesthésie générale, aucune incision n'est requise. La procédure durait environ 15 minutes pour un gynécologue formé et était réalisée en ambulatoire, dans un établissement de soins public ou privé. Une méthode de contraception temporaire devait être utilisée jusqu’à ce que l’efficacité d’Essure soit confirmée. Trois mois après la procédure, une échographie ou une radio ASP était obligatoirement réalisée et permettait au gynécologue formé à la méthode Essure de confirmer que les trompes sont bouchées et que la femme peut alors compter sur Essure pour assurer sa contraception. L’occlusion des trompes était effective trois mois après la procédure pour 96,5 % des patientes, et était totale après six mois. Toutefois des cas de grossesses sont rapportés.
Les causes d’échec lors de la pose des micro-implants sont « échec du placement des deux micro-implants durant la première procédure (5 %), expulsion (2,2 %) perforation (1,8 %) ou placement non satisfaisant (0,6 %). » Après une insertion réussie et l’occlusion constatée, la procédure Essure était fiable à 99,80 %, chiffre basé sur cinq ans de suivi.

## Indications
Dans un premier temps, Essure a obtenu le remboursement en France par l'assurance maladie pour les femmes présentant une contre-indication à la cœlioscopie. En 2007, la Haute Autorité de Santé a reconnu la technique Essure comme méthode de stérilisation permanente pouvant être proposée à toute femme n’ayant plus ou n'ayant pas de désir de maternité.

Entre août 2010 et novembre 2012, Essure n'est plus remboursé que pour les patientes de plus de 40 ans (décision parue dans le Journal officiel du 31 août 2010). Un décret du 8 novembre 2012 (arrêté du 31 octobre 2012) permet à nouveau le remboursement de la stérilisation par Essure à toutes les femmes en âge de procréer.
Avant de bénéficier de la procédure Essure, l'Agence française de sécurité sanitaire des produits de santé (AFFSSAPS) conseillait de réaliser un test de dépistage d'allergie au Nickel. L'AFFSSAPS créé en 1999 qui devient l'ANSM en 2012 reçoit un nombre important de signalements de matériovigilance d'effets indésirables des implants.

## Critiques
En septembre 2015, aux Etats-Unis, des chercheurs et professeurs du Weill Medical College de l'université de Cornell (États-Unis) constatent  que des milliers de cas d’évènements indésirables ont été rapportés à la Food and Drug Administration, et que les dysfonctionnements ont fait l’objet d’actions en justice en 2014, ainsi que l'absence d'étude indépendante (non financée par Bayer) sur Essure, et publient la première étude indépendante sur ce dispositif médical .
Les critiques envers Essure vont des effets indésirables du dispositif d'implant contraceptif — « douleurs, hémorragie, migration incontrôlable, perforation des organes, allergies… » —, au nombre important de deuxième opération nécessité par Essure (21 patientes sur 1 000 d'après l'étude du Weill Medical College), en passant par le nombre important de patientes (19,7 % dans l'étude du Weill Medical College) développant d'autres troubles à la suite de la procédure tels qu'« anémie, dépression, problèmes cardiaques et rénaux, hypertension… ».
En 2017, en France, selon le collectif de journalistes Splann ! dont les conclusions sont publiées par le journal Le Monde, une expertise sur le risque de ces dispositifs, commercialisés entre 2003 et 2017, n'aurait pas été publiée par l'Agence nationale de sécurité du médicament, qui avait pourtant sollicité cette étude à la suite des alertes reçues. Par contre, l'homologation européenne a été retirée en août 2022. De plus, plusieurs médecins membre d'un comité Essure créé par le Collège national des gynécologues et obstétriciens français auraient été rémunérés par Bayer . 
En 2018, le documentaire américain « Les blessures de la médecine » (titre original: « The Bleeding Edge »), réalisé par Kirby Dick, recense notamment de nombreux témoignages de patientes ayant subi des effets indésirables à la suite de la mise en place de ce dispositif.

## Explantation du dispositif médical - effets indésirables
De plus en plus de porteuses développent des effets indésirables (de supportables à graves) comme fatigue chronique, cervicalgie, douleurs articulaires et musculaires, burn-out, règles hémorragiques, peau sèche, etc. entraînant une dégradation de leur état général.
Pour limiter l'évolution des effets indésirables, les femmes se voient proposer le retrait[Par qui ?]. Ce qui implique soit une salpingectomie bilatérale soit une hystérectomie, en fonction du placement des implants et de l'existence (ou non) d'inflammation de l'utérus.
En France, depuis le 14 décembre 2018, un protocole de retrait des implants a été publié par arrêté ministériel ainsi qu'au Journal Officiel (protocole édité par le Ministère des Solidarités et de la Santé avec la collaboration du CNGOF, de l'association R.E.S.I.S.T. et de l'ANSM).

## Retrait du marché - Litiges

### Retrait du marché
Le  3 août 2017, la mise sur le marché français et européen est suspendue pour 3 mois. Les produits sont rappelés par le fabricant tant que l’agrément est suspendu,. Depuis le 18 septembre 2017, le dispositif Essure n’est plus commercialisé en France et depuis septembre 2017 il n'est plus commercialisé qu'aux États-Unis, jusqu'en 2018, mais la pose reste autorisée jusqu'en décembre 2019.

### Associations de patientes
En France, l'association R.E.S.I.S.T (Réseau d'entraide, soutien et informations sur la stérilisation tubaire) est créée en juin 2016. Cette association œuvre pour le soutien et l'information des femmes porteuses des implants, et la diffusion de l'information auprès des institutions. 
Deux autres associations R.E.S.I.S.T. sont créées également en Italie et en Espagne via les réseaux sociaux. 
En 2018 L'association Alerte Contraception voit le jour. Un Collectif Essure Women Victims et Women Essure Europe sont nés sur les réseaux sociaux pour devenir en 2021 l'association VICTIM-DMI qui travaille sans relâche auprès des victimes du dispositif Essure.[réf. nécessaire]
En 2019, l'association Alerte contraception lance en France une étude scientifique sur la toxicité potentielle des implants contraceptifs,.
En 2020, naissance de l'Association VICTIM-DMI,qui, associée à Alerte Contraception, poursuit les études scientifiques. VICTIM-DMI est active auprès des pouvoirs publics et des instances Européennes pour faire reconnaitre les victimes du dispositif Essure.

### Litiges en France
Le 8 mars 2018, une action de groupe est portée par l'association R.E.S.I.S.T pour faire reconnaître la défectuosité des implants et le manque d'informations sur les effets indésirables. Le 11 mai 2022, l'action de groupe est jugée irrecevable par le Tribunal de Paris.
Une procédure au titre du préjudice d'anxiété est en cours. Les plaignantes sont déboutés en janvier 2023.
En octobre 2020, un collectif de femmes porte plainte contre l'Etat.

### Litiges au Canada et États-Unis
En 2019, une action collective est autorisée au Canada, à l'encontre de ce dispositif. En 2020, Bayer annonce payer plus d'un milliard et demi de dollars pour clore 90 % des 39 000 plaintes dont son dispositif fait l'objet aux États-Unis. 